# Al-Farwaniyya (provins)
al-Farwaniyya (arabiska: اَلْفَرْوَانِيَّة) är en provins (muhafaza) i Kuwait. Den ligger i den centrala delen av landet, 15 km söder om huvudstaden Kuwait. Antalet invånare var 640 375 år 2013. Arean är 190 kvadratkilometer. al-Farwaniyya är helt omgiven av och gränsar till samtliga av Kuwaits övriga provinser.
Provinsens huvudort är al-Farwaniyya.